# Czesław Młot-Fijałkowski

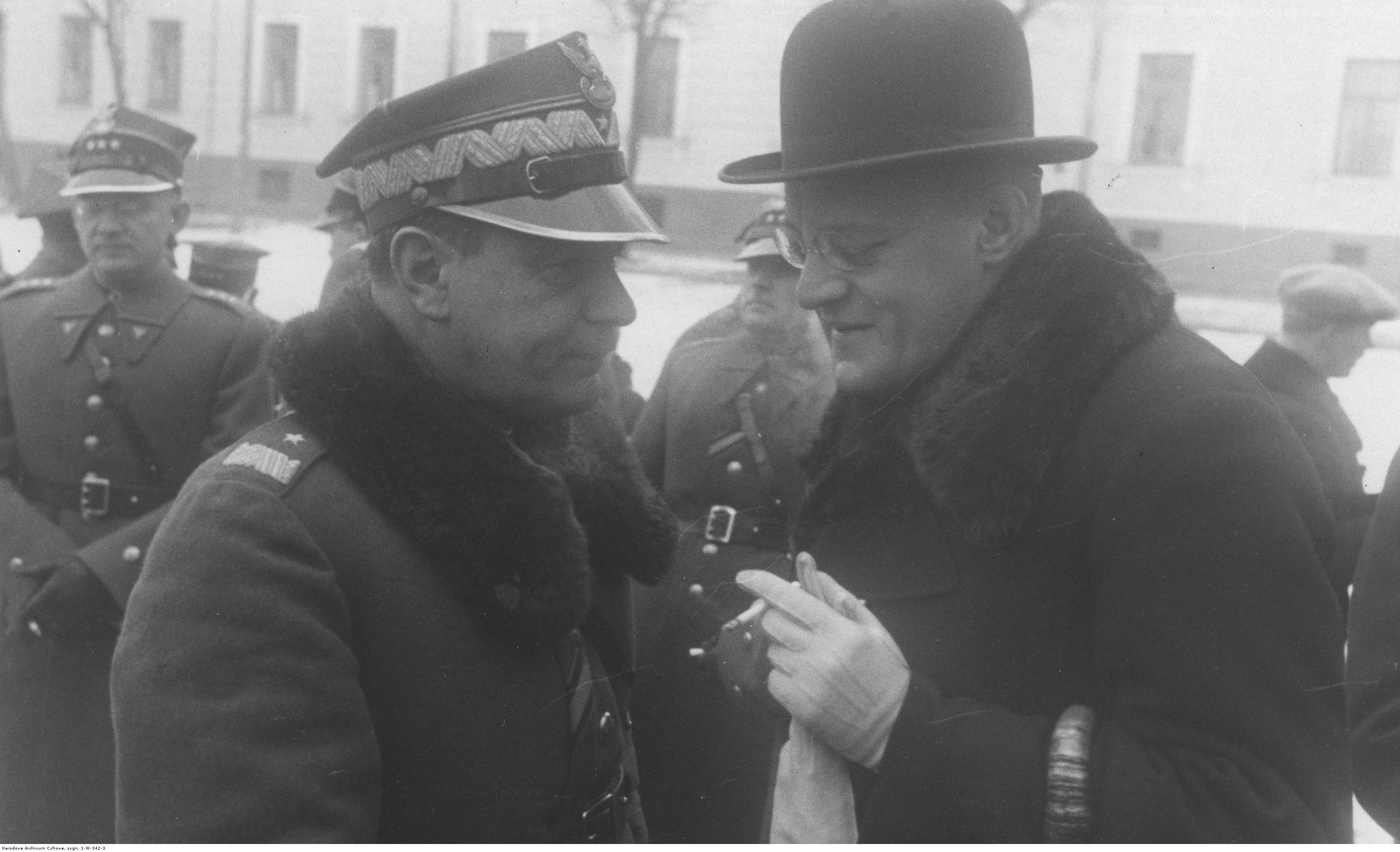
Jubileusz 10-lecia sprawowania dowództwa 18 DP - gen. bryg. Czesław Młot-Fijałkowski przyjmuje gratulacje wojewody białostockiego Henryka Ostaszewskiego; 4 marca 1939

Czesław Młot-Fijałkowski (ur. 14 kwietnia 1892 w Okalewie, zm. 17 kwietnia 1944 w Murnau am Staffelsee) – polski dowódca wojskowy, generał brygady Wojska Polskiego, uczestnik walk o niepodległość Polski w wojnie z bolszewikami oraz podczas I i II wojny światowej, wolnomularz, członek loży wolnomularskiej Tomasz Zan w Wilnie, kawaler Orderu Virtuti Militari.

## Życiorys

### Dzieciństwo i młodość
Był synem Adolfa i Walerii z Ostrowskich. W latach 1904–1912 uczęszczał do Prywatnej Szkoły Miejskiej w Skierniewicach. Tam zdał maturę. W 1909 wstąpił do tajnej drużyny skautowej. W latach 1912–1914 studiował na Wydziale Nauk Przyrodniczych Uniwersytetu w Leodium w Belgii. W czasie studiów działał w Drużynach Strzeleckich. W 1913 został instruktorem, a następnie dowódcą kompanii i komendantem Okręgu V PDS w Leodium. Ukończył szkołę podoficerską, szkołę podchorążych i kurs oficerski w Nowym Sączu.
Od sierpnia 1914 do lipca 1917 służył w Legionach Polskich. Był dowódcą plutonu, kompanii i batalionu w 1 i 5 pułku piechoty. Dowodzony przez niego pluton stoczył 24 września zwycięską walkę z Rosjanami pod Czarkowami. Po kryzysie przysięgowym internowany w Beniaminowie. 1 maja 1918 wstąpił do Polskiej Siły Zbrojnej. Mianowany dowódcą kompanii w 1 pułku piechoty.

### Służba w Wojsku Polskim
W lutym 1919 1 pułk piechoty został przemianowany na 7 pułk piechoty Legionów. Do października 1919 dowodził III batalionem tego pułku. Od 25 października 1919 do 1 lipca 1920 dowodził Batalionem Zapasowym 42 pułku piechoty, a od lipca do października 1920 był okręgowym inspektorem piechoty w Dowództwie Okręgu Generalnego Poznań. 9 października 1920 powierzono mu obowiązki dowódcy 13 pułku piechoty. Wymienionym pułkiem, od marca 1921 stacjonującym w Pułtusku, dowodził do 16 września 1926. Od 1 listopada 1921 do 3 marca 1922 odbył kurs dowódców piechoty i piechoty dywizyjnej w Doświadczalnym Centrum Wyszkolenia Piechoty w Rembertowie. W czasie przewrotu majowego 1926 roku opowiedział się po stronie zamachowców Od września 1926 do lutego 1928 był dowódcą piechoty dywizyjnej 26 Dywizji Piechoty w Skierniewicach. Od 28 lutego dowodził piechotą 7 Dywizji Piechoty. 28 stycznia 1929 mianowany został dowódcą 18 Dywizji Piechoty w Łomży. Obowiązki dowódcy dywizji objął 14 lutego 1929 i pełnił je do 20 lipca 1939.
24 grudnia 1929 Prezydent RP Ignacy Mościcki awansował go na generała brygady ze starszeństwem z dniem 1 stycznia 1930 i 4 lokatą.
16 lipca 1930 wojewoda białostocki zezwolił mu na zmianę nazwiska rodowego „Fijałkowski” na nazwisko „Młot-Fijałkowski”.
W listopadzie 1930 ukończył kurs wyższych dowódców wojskowych w Paryżu, a po powrocie do Polski kurs w Centrum Wyższych Studiów Wojskowych w Warszawie.
23 marca 1939 Generalny Inspektor Sił Zbrojnych, Marszałek Polski Edward Śmigły-Rydz mianował go dowódcą Samodzielnej Grupy Operacyjnej „Narew”.
W czasie kampanii 1939 dowodził SGO „Narew” od 1 do 12 września. Wieczorem 12 września przekazał dowodzenie gen. bryg. Zygmuntowi Podhorskiemu. Według autorów „Polskich Sił Zbrojnych” w drugiej wojnie światowej (tom I, część III, s. 85) przekazanie dowodzenia nastąpiło w wyniku załamania nerwowego generała po stracie 18 DP, którą przez wiele lat dowodził. Sam zainteresowany, w relacji ustnej spisanej przez mjr. Feliksa Liberta 17 lutego 1940 stwierdził „Wydaję rozkazy dla 18 DP, aby szła na wschód, ale rozkazy nie doszły i dywizja poszła na południe i skończyła się pod Andrzejewem. W rezultacie udaje mi się połączyć obie brygady, nad którymi oddaję dowództwo gen. Podhorskiemu, gdyż moja rola skończyła się jako dowódcy grupy operacyjnej, a nie chciałem, aby było 6 kucharzy”. Od 12 września do 5 października pozostawał w sztabie gen. Zygmunta Podhorskiego.
5 października 1939, po bitwie pod Kockiem, dostał się do niewoli niemieckiej, w której pozostawał do śmierci. Przebywał w Oflagach: IV A Hohnstein, IV B Königstein, VIII E Johannisbrunn i VII A Murnau. W tym ostatnim obozie zmarł w 1944 na zawał serca i został pochowany na tamtejszym cmentarzu.
Żonaty z Ireną Daab, córką Adolfa (1902–1975). Miał dwoje dzieci: syna Adolfa i córkę Marię Walerię (ur. 1933), która wyszła za Andrzeja Stefana Zakrzeńskiego (1929–2001), syna Stefana i Teresy z Przewłockich (primo voto hr. Rostworowskiej), właścicieli dóbr Gałęzów na Lubelszczyźnie.

## Awanse

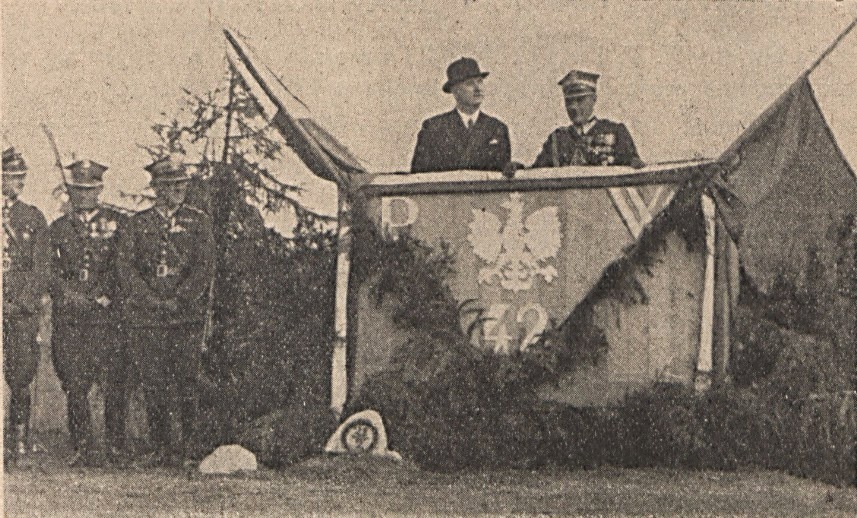
gen. Czesław Młot-Fijałkowski - 26 września 1937 r. podczas święta P.W. i W.F.

- podporucznik – 5 listopada 1914
- porucznik – 2 lipca 1915
- kapitan – 1 listopada 1916 (54 lokata na liście starszeństwa oficerów piechoty Legionów Polskich z dnia 12 kwietnia 1917)
- major – 1919
- podpułkownik – 1920, zweryfikowany ze starszeństwem z dniem 1 czerwca 1919
- pułkownik – 31 marca 1924 ze starszeństwem z dniem 1 lipca 1923 i 17 lokatą w korpusie oficerów piechoty
- generał brygady – 1 stycznia 1930[9]

## Ordery i odznaczenia
- Krzyż Srebrny Orderu Wojskowego Virtuti Militari nr 6560 (17 maja 1922)[10][11]
- Krzyż Komandorski Orderu Odrodzenia Polski
- Krzyż Niepodległości (24 października 1931)[12]
- Krzyż Oficerski Orderu Odrodzenia Polski (10 listopada 1928)[13][14]
- Krzyż Walecznych (czterokrotnie)
- Złoty Krzyż Zasługi (18 marca 1933)[15]
- Medal Pamiątkowy za Wojnę 1918–1921[16]
- Medal Dziesięciolecia Odzyskanej Niepodległości[16]
- Medal 10 Rocznicy Wojny Niepodległościowej (Łotwa, 1929)[17]

## Opinie
Doskonały dowódca, bardzo dobrze organizuje pracę wyszkoleniową. Decyzja trafna, pewna i szybka. Olbrzymia energia. Wychowawca słabszy, działa nieraz ujemnie, zbyt dużo pijąc, chociaż pod tym względem poprawił się znacznie. Taktycznie przygotowany do wyższego dowodzenia, /-/gen.Bukacki-Burhardt.